# Kanton Saint-Pierre-4
Kanton Saint-Pierre-4 (francouzsky Canton de Saint-Pierre-4) byl francouzský kanton v departementu Réunion v regionu Réunion. Tvořila ho pouze část města Saint-Pierre. Zrušen byl při reformě francouzských kantonů v roce 2014.